# Lista de aeroportos dos Camarões
Esta é uma lista de aeroportos dos Camarões, classificados por cidade:
| Cidade      | ICAO | IATA | Nome do aeroporto                           |
| Bafoussam   | FKKU | BFX  | Aeroporto de Bafoussam                      |
| Bali        | FKKG | BLC  | Aeroporto de Bali                           |
| Bamenda     | FKKV | BPC  | Aeroporto de Bamenda                        |
| Batouri     | FKKI | OUR  | Aeroporto de Batouri                        |
| Bertoua     | FKKO | BTA  | Aeroporto de Bertoua                        |
| Douala      | FKKD | DLA  | Aeroporto Internacional de Douala           |
| Dschang     | FKKS | DSC  | Aeroporto de Dschang                        |
| Ebolowa     | FKKW | EBW  | Aeroporto de Ebolowa                        |
| Foumban     | FKKM | FOM  | Aeroporto de Nkounja                        |
| Garoua      | FKKR | GOU  | Aeroporto Internacional de Garoua           |
| Kaélé       | FKKH | KLE  | Aeroporto de Kaélé                          |
| Koutaba     |      | KOB  | Aeroporto de Koutaba                        |
| Kribi       | FKKB | KBI  | Aeroporto de Kribi                          |
| Limbe       |      | VCC  | Aeroporto de Limbe                          |
| Mamfe       | FKKF | MMF  | Aeroporto de Mamfe                          |
| Maroua      | FKKL | MVR  | Aeroporto de Salak                          |
| N'Gaoundéré | FKKN | NGE  | Aeroporto de N'Gaoundéré                    |
| Nkongsamba  |      | NKS  | Aeroporto de Nkongsamba                     |
| Tiko        | FKKC | TKC  | Aeroporto de Tiko                           |
| Yagoua      | FKKJ | GXX  | Aeroporto de Yagoua                         |
| Yaoundé     | FKKY | YAO  | Aeroporto de Yaoundé                        |
| Yaoundé     | FKYS | NSI  | Aeroporto Internacional de Yaoundé-Nsimalen |